# صائم (تشريح)
الصائم (باللاتينية: Jejunum) الجزء الثاني من الأمعاء الدقيقة ويشكل الخُمْسَيْن العلويين من الأمعاء الدقيقة، تمتد من نهاية العفج إلى اللفائفي، ويتوضع جزئه الرئيس في منطقة السرة، ولكنه قد يتحرك حسب الظروف، إلى مناطق مجاورة. بطانتها متخصصة في امتصاص الخلايا المعوية لجزيئات المغذيات الصغيرة التي تم هضمها سابقا بواسطة الإنزيمات في العفج.

## الأصل اللغوي
الصائم هو ترجمة للكلمة اللاتينية "Jejunum"، وإن كلمة "Jejunum" مشتقة من الصفة "jejunus"، والتي تعني «الصوم» أو «الجوع». سمي الصائم بذلك لأن قدماء الإغريق لاحظوا أن هذا الجزء من الأمعاء يكون دائماً فارغاً من الطعام المهضوم في الجثة.